# Giro del Belgio 2023
Il Giro del Belgio 2023, novantaduesima edizione della corsa e valido come evento dell'UCI ProSeries 2023 categoria 2.Pro, si svolse in cinque tappe dal 14 al 18 giugno 2023 su un percorso di 723,2 km, con partenza da Scherpenheuvel-Zichem e arrivo a Bruxelles, in Belgio. La vittoria fu appannaggio dell'olandese Mathieu van der Poel, il quale completò il percorso in 16h09'30", precedendo il norvegese Søren Wærenskjold ed il danese Casper Pedersen.

## Tappe
| Tappa  | Data      | Percorso                                      | km    | Vincitore di tappa   | Leader cl. generale  |
| ------ | --------- | --------------------------------------------- | ----- | -------------------- | -------------------- |
| 1ª     | 14 giugno | Scherpenheuvel-Zichem > Scherpenheuvel-Zichem | 164,9 | Jasper Philipsen     | Jasper Philipsen     |
| 2ª     | 15 giugno | Merelbeke > Knokke-Heist                      | 175,7 | Fabio Jakobsen       | Fabio Jakobsen       |
| 3ª     | 16 giugno | Beveren > Beveren (cron. individuale)         | 15,2  | Søren Wærenskjold    | Mathieu van der Poel |
| 4ª     | 17 giugno | Durbuy > Durbuy                               | 172,6 | Mathieu van der Poel | Mathieu van der Poel |
| 5ª     | 18 giugno | Bruxelles > Bruxelles                         | 194,8 | Fabio Jakobsen       | Mathieu van der Poel |
| Totale | Totale    | Totale                                        | 723,2 |                      |                      |

## Squadre e corridori partecipanti
| N.      | Cod. | Squadra                     |
| ------- | ---- | --------------------------- |
| 1-7     | SOQ  | Soudal Quick-Step           |
| 11-17   | ADC  | Alpecin-Deceuninck          |
| 21-27   | TFS  | Trek-Segafredo              |
| 31-37   | ICW  | Intermarché-Circus-Wanty    |
| 41-47   | LTD  | Lotto Dstny                 |
| 51-57   | DSM  | Team DSM                    |
| 61-67   | AST  | Astana Qazaqstan Team       |
| 71-77   | IPT  | Israel-Premier Tech         |
| 81-87   | TFB  | Team Flanders-Baloise       |
| 91-97   | BWB  | Bingoal WB                  |
| 101-107 | BEB  | Bolton Equities Black Spoke |

| N.      | Cod. | Squadra                    |
| ------- | ---- | -------------------------- |
| 111-117 | COR  | Corratec Selle Italia      |
| 121-127 | EOK  | Eolo-Kometa Cycling Team   |
| 131-137 | HPM  | Human Powered Health       |
| 141-147 | TNN  | Team Novo Nordisk          |
| 151-157 | UXT  | Uno-X Pro Cycling Team     |
| 161-167 | BTL  | Baloise Trek Lions         |
| 171-177 | PSB  | Pauwels Sauzen-Bingoal     |
| 181-187 | BCY  | BEAT Cycling               |
| 191-197 | TIS  | Tarteletto-Isorex          |
| 201-207 | VWE  | VolkerWessels Cycling Team |

## Dettagli delle tappe

### 1ª tappa
- 14 giugno: Scherpenheuvel-Zichem > Scherpenheuvel-Zichem - 164,9 km

Risultati
| Pos. | Corridore        | Squadra    | Tempo    |
| ---- | ---------------- | ---------- | -------- |
| 1    | Jasper Philipsen | Alpecin    | 3h38'14" |
| 2    | Fabio Jakobsen   | Soudal     | s.t.     |
| 3    | Timothy Dupont   | Tarteletto | s.t.     |

| Pos. | Corridore        | Squadra | Tempo    |
| ---- | ---------------- | ------- | -------- |
| 1    | Jasper Philipsen | Alpecin | 3h38'04" |
| 2    | M. van der Poel  | Alpecin | a 2"     |
| 3    | Fabio Jakobsen   | Soudal  | a 4"     |

### 2ª tappa
- 15 giugno: Merelbeke > Knokke-Heist - 175,7 km

Risultati
| Pos. | Corridore       | Squadra | Tempo    |
| ---- | --------------- | ------- | -------- |
| 1    | Fabio Jakobsen  | Soudal  | 3h52'07" |
| 2    | M. van der Poel | Alpecin | s.t.     |
| 3    | Jasper De Buyst | Lotto   | s.t.     |

| Pos. | Corridore       | Squadra | Tempo    |
| ---- | --------------- | ------- | -------- |
| 1    | Fabio Jakobsen  | Soudal  | 7h30'05" |
| 2    | M. van der Poel | Alpecin | s.t.     |
| 3    | Jasper De Buyst | Lotto   | a 7"     |

### 3ª tappa
- 16 giugno: Beveren > Beveren - Cronometro individuale - 15,2 km

Risultati
| Pos. | Corridore         | Squadra | Tempo  |
| ---- | ----------------- | ------- | ------ |
| 1    | Søren Wærenskjold | Uno-X   | 17'09" |
| 2    | Yves Lampaert     | Soudal  | a 12"  |
| 3    | A. Edmondson      | DSM     | a 13"  |

| Pos. | Corridore         | Squadra | Tempo    |
| ---- | ----------------- | ------- | -------- |
| 1    | M. van der Poel   | Alpecin | 7h47'29" |
| 2    | Søren Wærenskjold | Uno-X   | a 1"     |
| 3    | Yves Lampaert     | Soudal  | a 10"    |

### 4ª tappa
- 17 giugno: Durbuy > Durbuy - 172,6 km

Risultati
| Pos. | Corridore       | Squadra | Tempo    |
| ---- | --------------- | ------- | -------- |
| 1    | M. van der Poel | Alpecin | 4h09'42" |
| 2    | Thibau Nys      | Trek    | a 16"    |
| 3    | Casper Pedersen | Soudal  | a 18"    |

| Pos. | Corridore         | Squadra | Tempo     |
| ---- | ----------------- | ------- | --------- |
| 1    | M. van der Poel   | Alpecin | 11h56'52" |
| 2    | Søren Wærenskjold | Uno-X   | a 40"     |
| 3    | Casper Pedersen   | Soudal  | a 53"     |

### 5ª tappa
- 18 giugno: Bruxelles > Bruxelles - 194,8 km

Risultati
| Pos. | Corridore        | Squadra | Tempo    |
| ---- | ---------------- | ------- | -------- |
| 1    | Fabio Jakobsen   | Soudal  | 4h12'38" |
| 2    | Jasper Philipsen | Alpecin | s.t.     |
| 3    | Thibau Nys       | Trek    | s.t.     |

| Pos. | Corridore         | Squadra | Tempo     |
| ---- | ----------------- | ------- | --------- |
| 1    | M. van der Poel   | Alpecin | 16h09'30" |
| 2    | Søren Wærenskjold | Uno-X   | a 40"     |
| 3    | Casper Pedersen   | Soudal  | a 53"     |

## Evoluzione delle classifiche
| Tappa              | Vincitore            | Classifica generale Maglia blu | Classifica a punti Maglia rossa | Classifica combattività Maglia verde | Classifica a squadre     |
| ------------------ | -------------------- | ------------------------------ | ------------------------------- | ------------------------------------ | ------------------------ |
| 1ª                 | Jasper Philipsen     | Jasper Philipsen               | Jasper Philipsen                | Jacob Scott                          | Eolo-Kometa Cycling Team |
| 2ª                 | Fabio Jakobsen       | Fabio Jakobsen                 | Fabio Jakobsen                  | Jacob Scott                          | Soudal Quick-Step        |
| 3ª                 | Søren Wærenskjold    | Mathieu van der Poel           | Fabio Jakobsen                  | Jacob Scott                          | Soudal Quick-Step        |
| 4ª                 | Mathieu van der Poel | Mathieu van der Poel           | Mathieu van der Poel            | Alex Colman                          | Trek-Segafredo           |
| 5ª                 | Fabio Jakobsen       | Mathieu van der Poel           | Mathieu van der Poel            | Alex Colman                          | Trek-Segafredo           |
| Classifiche finali | Classifiche finali   | Mathieu van der Poel           | Mathieu van der Poel            | Alex Colman                          | Trek-Segafredo           |

Maglie indossate da altri ciclisti in caso di due o più maglie vinte
- Nella 2ª tappa Fabio Jakobsen ha indossato la maglia rossa al posto di Jasper Philipsen.
- Nella 3ª tappa Mathieu van der Poel ha indossato la maglia rossa al posto di Fabio Jakobsen.
- Nella 5ª tappa Søren Wærenskjold ha indossato la maglia rossa al posto di Mathieu van der Poel.

## Classifiche finali

### Classifica generale - Maglia blu
| Pos. | Corridore          | Squadra | Tempo     |
| ---- | ------------------ | ------- | --------- |
| 1    | M. van der Poel    | Alpecin | 16h09'30" |
| 2    | Søren Wærenskjold  | Uno-X   | a 40"     |
| 3    | Casper Pedersen    | Soudal  | a 53"     |
| 4    | Yves Lampaert      | Soudal  | a 59"     |
| 5    | Jasper Stuyven     | Trek    | a 1'10"   |
| 6    | Jasper De Buyst    | Lotto   | a 1'17"   |
| 7    | Florian Vermeersch | Lotto   | a 1'25"   |
| 8    | Ben Hermans        | Israel  | a 1'35"   |
| 9    | Mathias Vacek      | Trek    | a 1'44"   |
| 10   | Toms Skujiņš       | Trek    | a 1'46"   |

### Classifica a punti - Maglia rossa
| Pos. | Corridore          | Squadra | Punti |
| ---- | ------------------ | ------- | ----- |
| 1    | M. van der Poel    | Alpecin | 94    |
| 2    | Fabio Jakobsen     | Soudal  | 85    |
| 3    | Søren Wærenskjold  | Uno-X   | 56    |
| 4    | Jasper Philipsen   | Alpecin | 55    |
| 5    | Alexander Kristoff | Uno-X   | 55    |

### Classifica combattività - Maglia verde
| Pos. | Corridore           | Squadra    | Punti |
| ---- | ------------------- | ---------- | ----- |
| 1    | Alex Colman         | Flanders   | 63    |
| 2    | Aaron Van Poucke    | Flanders   | 47    |
| 3    | Kobe Vanoverschelde | Tarteletto | 39    |
| 4    | Jacob Scott         | Bolton     | 30    |
| 5    | James Fouché        | Bolton     | 18    |

### Classifica a squadre
| Pos. | Squadra                  | Tempo     |
| ---- | ------------------------ | --------- |
| 1    | Trek-Segafredo           | 48h32'42" |
| 2    | Soudal Quick-Step        | a 35"     |
| 3    | Uno-X Pro Cycling Team   | a 1'54"   |
| 4    | Intermarché-Circus-Wanty | a 3'11    |
| 5    | Alpecin-Deceuninck       | a 3'21"   |